# ژان بنگوئی
ژان بنگوئی (انگلیسی: Jean Benguigui؛ زادهٔ ۸ آوریل ۱۹۴۴) بازیگر اهل فرانسه است.
از فیلم‌ها یا برنامه‌های تلویزیونی که وی در آن نقش داشته‌است می‌توان به دالتون‌ها، کلاهبردار، کنترل، استریکس و اوبلیکس: مأموریت کلئوپاترا، دکتر ام، قاضی و جرج کی؟ اشاره کرد.
وی همچنین برندهٔ جوایزی همچون لژیون دونور (شوالیه) شده‌است.